# Imran Khan
Imran Ahmed Khan Niazi (urdu: عمران خان نیازی) (Lahore, 5 de octubre de 1952) es un político y exjugador de críquet pakistaní que se desempeñó como primer ministro de Pakistán desde 2018 hasta 2022 cuando fue destituido, tras no poder superar una moción de censura. El Ejército paquistaní y Estados Unidos intervinieron entre bastidores para ayudar a destituir a Imran Khan.
Inició su carrera política a mediados de la década de 1990 y, además de dirigir su propio partido político, fue también trabajador social y comentarista de críquet. Como jugador profesional de críquet fue capitán de la selección nacional entre 1982 y 1992, año en que conquistó la primera y única Copa del Mundo ganada por su país.
En medio de una crisis constitucional, Khan se convirtió en el primer ministro en ser destituido de su cargo a través de una moción de censura en la historia de Pakistán. En agosto, fue acusado en virtud de las leyes antiterroristas tras acusar a la policía y al poder judicial de detener y torturar a un asistente. En octubre, Khan fue inhabilitado por la Comisión Electoral de Pakistán para asumir el cargo durante el actual mandato de la Asamblea Nacional de Pakistán, en relación con el caso de referencia Toshakhana. En noviembre, sobrevivió a un intento de asesinato durante un mitin político en Wazirabad, Punyab.
El 9 de mayo de 2023, Khan fue detenido por cargos de corrupción en el Tribunal Superior de Islamabad por tropas paramilitares que irrumpieron en el juzgado. Estallaron protestas en todo Pakistán que resultaron en el arresto de varios miles de partidarios de Khan y el saqueo de instalaciones militares. Tras su liberación, culpó al jefe del Estado Mayor del Ejército, Asim Munir, de su detención. El ejército respondió calificando el 9 de mayo como el "Día Negro", y el ministro del Ministerio de Defensa, Ahsan Iqbal, lo calificó como el 11-S de Pakistán. Fue condenado a tres años de cárcel el 5 de agosto de 2023 tras ser declarado culpable de abusar de su cargo de primer ministro para comprar y vender regalos en posesión del Estado recibidos durante visitas diplomáticas al extranjero.

## Biografía
Khan nació de una familia pastún en Lahore y estudió en Aitchison (Worcester) y más tarde en el Keble College de Oxford. Khan empezó a jugar al críquet a los 13 años. Inicialmente jugando para su universidad y más tarde para el Worcestershire Cricket club, hizo su debut con Pakistán a los 18 años durante la serie inglesa de 1971 en Birmingham. Después de graduarse en Oxford, se unió al equipo nacional de críquet de Pakistán en 1976 con el que jugó hasta 1992. Khan también sirvió como el capitán del equipo intermitentemente en el período 1982-1992, distinguiéndose por llevar a Pakistán a la victoria en la Copa del Mundo de Cricket de 1992, la primera y única victoria de Pakistán en esa competición.
En abril de 1996, fundó el Movimiento por la Justicia de Pakistán (PTI por sus siglas en urdu), un partido político centrista, y se convirtió en el líder nacional del partido. Khan disputó un puesto en la Asamblea Nacional en octubre de 2002 y fue miembro de la oposición de Mianwali hasta 2007. Fue nuevamente elegido para el parlamento en las elecciones de 2013, cuando su partido emergió como el segundo más grande del país por voto popular. Khan es el líder parlamentario del PTI y, por tanto, del tercer bloque más grande de parlamentarios en la Asamblea Nacional desde 2013. Khan sigue siendo un prominente filántropo y comentarista, y fue canciller de la Universidad de Bradford entre 2005 y 2014. Recibió una beca honoraria del Royal College of Physicians en 2012.

### Destitución
Imran Khan fue destituido en abril de 2022 tras una moción de censura en el Parlamento y Shehbaz Sharif, líder de la Liga Musulmana, se convirtió en el nuevo primer ministro.
El 7 de marzo de 2022, un mes antes de la votación para destituir al primer ministro, funcionarios del Departamento de Estado de Estados Unidos, entre ellos el subsecretario de Estado para la Oficina de Asuntos de Asia Central y Meridional, Donald Lu, se reunieron con el embajador de Pakistán en Washington, militares pakistaníes y otros funcionarios. Según los informes de la reunión, autentificados por The Intercept y otros medios, los funcionarios estadounidenses criticaron a Pakistán por su neutralidad en el conflicto ruso-ucraniano y sugirieron que Imran Khan debía ser destituido, advirtiéndole de posibles represalias si no lo era.

### Intento de asesinato
El 3 de noviembre del 2022, ocurrió durante un mitin político un frustrado intento de asesinato al ex primer ministro Khan.

### Arresto
El 9 de mayo de 2023, el ex primer ministro  fue detenido desde el interior del Tribunal Superior de Islamabad por cargos de corrupción en relación con el Al-Qadir Trust, del que él y su esposa son propietarios. Tras el arresto de Khan, su partido convocó manifestaciones. Las imágenes de video mostraban a numerosos oficiales de seguridad escoltando a Khan fuera de la sala del tribunal y posteriormente colocándolo dentro de un vehículo policial. En agosto de 2023 fue condenado a tres años de prisión por corrupción. Para esa fecha se le seguía considerando la figura política más popular de Pakistán.
En enero de 2024 fue sentenciado a 14 años de prisión por corrupción.
En febrero de 2024 Khan y su esposa, Bushra Bibi, fueron sentenciados a siete años de prisión cada uno por haber contraído un matrimonio «no islámico».

### Ideología
A menudo se describe a Imran Khan como un populista. En sus discursos públicos y en el programa de su partido, Imran Khan se centra en la lucha contra la élite política dinástica, la corrupción y el favoritismo, y aboga por el desarrollo de los servicios públicos.
Al principio de su gobierno, se vio favorecido por el poderoso ejército pakistaní, cuyo apoyo es esencial para acceder al poder en Pakistán, que lo percibe como bastante proamericano. "En Pakistán existe la ley de las tres A: Alá, Ejército, América", comenta un analista. El ejército se volverá entonces contra él, sobre todo por sus crecientes críticas a Estados Unidos. Según el politólogo Christophe Jaffrelot, "Imran Khan es un populista que pretende liberarse del apoyo de los notables y entrar en contacto directo con las masas, utilizando un discurso cargado de emoción, con tintes etnorreligiosos y nacionalistas".
En el poder, intentó establecer un estado del bienestar. Introdujo un programa de asistencia sanitaria gratuita en Punyab, abrió albergues para los sin techo y puso en marcha un programa de protección social y lucha contra la pobreza bajo el nombre de "Ehsaas".
A pesar de su retórica populista y soberanista, la izquierda pakistaní le ha criticado por mantener una política económica generalmente neoliberal. En concreto, en 2019, el primer ministro paquistaní aceptó un acuerdo con el FMI que implicaba un programa de austeridad, lo que provocó recortes presupuestarios en educación y gasto en desarrollo y una mayor inflación. Además, con la esperanza de estimular el crecimiento, su Gobierno ha anunciado una amnistía fiscal para los pakistaníes más ricos que hayan evadido impuestos, a cambio de inversiones en programas de construcción de viviendas. El Ministerio de Finanzas se ha confiado a Hafeez Sheikh, antiguo miembro del Banco Mundial, y la dirección del Banco Central a Reza Baqir, procedente del FMI.

### Fundaciones sociales
Namal Knowledge City
El 27 de abril de 2008, Khan estableció un colegio técnico en el distrito de Mianwali llamado Namal College. Fue construido por el Mianwali Development Trust (MDT), y es un colegio asociado de la Universidad de Bradford en diciembre de 2005.
Imran Khan Foundation
La Fundación Imran Khan es otra obra de bienestar, cuyo objetivo es ayudar a las personas necesitadas en todo Pakistán. Ha proporcionado ayuda a las víctimas de las inundaciones en Pakistán. La Fundación Buksh se ha asociado con la Fundación Imran Khan para iluminar pueblos de Dera Ghazi Khan, Mianwali y Dera Ismail Khan bajo el proyecto "Iluminando un Millón de Vidas". La campaña establecerá varias estaciones de carga solar en los pueblos seleccionados fuera de la red y proporcionará a los aldeanos linternas solares, que se pueden cargar regularmente en las estaciones de carga solar.

## Libros
- Khan, Imran (1989). Imran Khan's cricket skills. London : Golden Press in association with Hamlyn. ISBN 0600563499.
- Khan, Imran & Murphy, Patrick (1983). Imran: The autobiography of Imran Khan. Pelham Books. ISBN 0720714893.
- Khan, Imran (1991). Indus Journey: A Personal View of Pakistan. Chatto & Windus. ISBN 0701135271.
- Khan, Imran (1992). All Round View. Mandarin. ISBN 0749314990.
- Khan, Imran (1993). Warrior Race: A Journey Through the Land of the Tribal Pathans. Chatto Windus. ISBN 0701138904.

## Premios
- 1976 - The Cricket Society Wetherall Award
- 1980 - The Cricket Society Wetherall Award
- 1983 - President's Pride Award
- 1983 - Wisden Cricketer of the Year
- 1985 - Sussex Cricket Society Player of the Year
- 1990 - Indian Cricket Cricketer of the Year
- 1992 - waning caption of cricket world cup
- 1992 - Hilal-i-Imtiaz
- 2004 - Lifetime Achievement Award (Asian Jewel Awards)
- 2007 - Humanitarian Award (Asian Sports Awards)
- 2009 - Elegido en el ICC Hall of Fame